# Eugène Bonnemère
« Bonnemère » redirige ici. Pour l’article homophone, voir Bonne Mère.
Joseph-Eugène Bonnemère, né le 21 février 1813 dans la commune Varennes-sur-Loire et mort le 1er novembre 1893,à Louerre, est un historien et écrivain français.

## Biographie
Adélaïde Caroline Gigault-Targé, 30 ans, donne naissance à 5 h du matin à Joseph-Eugène Bonnemère le 21 février 1813 à son domicile de Varennes-sur-Loire , puis cette naissance est déclarée le 22 février 1813 à la mairie de Saumur dans le Maine et Loire par son père Jacques Clément Bonnemère, 32 ans,  maire de Varennes-sur-Loire et deux de ses oncles Joseph Claude Bonnemère 36 ans et François René Alain Targé 42 ans, procureur Impérial. 
Joseph-Eugène Bonnemère commence ses études au collège de Saumur et continue à Paris au Lycée Henry IV. À 18 ans il intègre l'École centrale des Arts et manufactures fondée deux ans plus tôt. Une maladie assez grave interrompt ses études et il se tourne alors vers le droit.
Au cours de ses études, amoureux de la littérature et du théâtre il donne en 1841 quelques pièces au Théâtre du Panthéon, Les premiers fiacres, écrit sous le pseudonyme d’Eugène de Dinan(t) en collaboration avec Louis Dumesnil qui sera jouée plus tard à Angers en 1844, et une féerie en cinq actes Micromégas. Il termine ses études de droit et obtient le titre d’avocat. En 1843 il quitte Paris pour revenir en Anjou et s’installe à Angers. Il collabore au Précurseur de l’Ouest de 1843 à 1848, dirigé par son ami Edmond Adam. 
À 29 ans, il se marie le 3 janvier 1843 avec Léonie Victoire de Belleau, 18 ans (1824-1914) et le 3 octobre 1843, naît à Angers, Léon Eugène Bonnemère. Il se livre aux questions agricoles et publie plusieurs mémoires couronnés de succès dont, en 1847, Les paysans au dix-neuvième siècle couronné par l'Académie de Nantes, Le Morcellement agricole et l'association couronné par l'Académie des sciences, belles-lettres et arts de Besançon et de Franche-Comté. Pour ses nombreuses recherches qu'il limite au XIIIe siècle où les écrits se font plus abondants, il consulte de nombreux ouvrages et mémoires humaines, dont l'historien Pierre-Hyacinthe Morice de Beaubois, Guy Alexis Lobineau, les écrits d'érudits comme les bénédictins Augustin Calmet, Joseph Vaissète, des correspondances de Guy Patinou histoires provinciales d' Eugène Rougebief ou Charles Léopold Louandre.
Il revient à la capitale fin 1848. Il participe à de multiples Sociétés savantes comme membre de la Société des auteurs et compositeurs dramatiques, membre de la Ligue de l'enseignement, président de la Société parisienne des études spirites, vice-président de la Société scientifique d'études psychologiques ou membre correspondant pour la Société industrielle d’Angers.  
Tout au long de sa vie, il poursuit ses recherches historiques ou autre et publie dans de nombreux journaux ou bulletins de ces sociétés Savantes en améliorant ses écris pour les publier ensuite dans des ouvrages en un ou plusieurs volumes.
Il possède entre autres un domaine attenant au bourg de Louerre du nom de La Félonnière obtenu par héritage. En 1887 à 74 ans, dans les documents de la légion d'honneur, il écrit avoir été maire de Louerre à 57 ans de septembre 1870 à Avril 1871 participant ainsi à la vie publique.
Il décède le 1er novembre 1893 à Louerre et son épouse décède à 90 ans et repose à Louerre.

## Arbre des parents
| Nicolas Mathurin Bonnemère (1682-1749) + Catherine Boureau (1681-1731)            |
| ⇒ Joseph-Nicolas Bonnemère (1707-1780) + Anne Durson d'Aubigny (1716-1770)        |
| ⇒ Joseph Toussaint Bonnemère (1746-1794) + Anne Marie Desmé (1747-1801)           |
| ⇒ Jacques Clément Bonnemère (1780-1866) + Adélaïde Caroline Gigault-Targé (1782-) |
| ▶ Joseph Eugène Bonnemère (1813-1893) + Léonie Victoire de Belleau (1824-1914)    |
| ⇒ Léon Eugène Bonnemère (1843-1905) + Esther Amélie Herman (1848-1931)            |

## Liste des œuvres de Joseph-Eugène Bonnemère
Cette liste regroupe ses œuvres de Théâtre, écrits historiques, et autres œuvres.

## Distinctions et hommage
- 1847 : Médaille d'or concours de la société académique de Nantes[13]
- 1849 : Ouvrage couronné par l'Académie de Nantes[14]
- 1859 : Ouvrage couronné par l'Académie des sciences, belles-lettres et arts de Besançon[15]
- 1873 : Médaille d'argent de la Société pour l'instruction élémentaire[16]
- 1887 :  Chevalier de la Légion d'honneur[17]